# Pszonak pannoński
Pszonak pannoński (Erysimum odoratum Ehrh.) – gatunek rośliny z rodziny kapustowatych. Jako gatunek rodzimy występuje w Europie.
W Polsce jest gatunkiem rzadkim; rośnie w pasie wyżyn.

## Morfologia
ŁodygaO wysokości 30–90 cm.
LiścieLancetowate, odlegle ząbkowane, pokryte włoskami gwiazdkowatymi.
KwiatyWonne. Działki kielicha zielone, o długości 6,5–10 mm. Płatki korony złocistożółte, o długości 10–20 mm. Szypułki o długości 3–5 mm. Pylniki o długości 2–4 mm.
OwocCzterograniasta łuszczyna o długości 20–65 mm, pokryta dwudzielnymi, wrzecionowatymi, przyczepionymi środkiem włosami, których ramiona skierowane są równolegle do długiej osi łuszczyny.

## Biologia i ekologia
Roślina dwuletnia, hemikryptofit. Kwitnie od czerwca do lipca. Rośnie w murawach kserotermicznych. Liczba chromosomów 2n = 32. Gatunek charakterystyczny muraw kserotermicznych z rzędu Festucetalia valesiacae.

## Zagrożenia i ochrona
Roślina umieszczona na polskiej czerwonej liście w kategorii VU (narażony).